# Saison 2008-2009 de Neuchâtel Xamax
Maillots
Chronologie
Saison suivante
Cet article traite de la saison 2008-2009 de Neuchâtel Xamax.
Lors de la première moitié de la saison 2008-2009, Neuchâtel Xamax connaît des hauts et des bas, mais est surtout victime de son recrutement de début de saison. Parmi tous les joueurs recrutés, aucun n'a réussi à se faire une place de titulaire. Les Niçoise, Endjeguele et autres Furios montrent en effet leurs limites, et cela combiné à de nombreuses blessures des éléments clés (Chihab, Rossi, ...) va attirer Neuchâtel Xamax dans un cercle vicieux avec en point d'orgue une défaite historique et mortifiante[réf. nécessaire] en Coupe de Suisse à Bâle face à Concordia (4-0), une équipe de Challenge League (D2).

## Effectif

### Gardiens
| N° | Nom              | Date de naissance | Nationalité | Depuis  |
| 30 | Luca Ferro       | 28 août 1978      | Italie      | 05 2008 |
| 1  | Laurent Walthert | 30 mars 1984      | Suisse      | 07 2006 |
| 18 | Guillaume Faivre | 20 février 1987   | Suisse      | 08 2001 |
| 35 | Arnaud Chappuis  | 16 mai 1990       | Suisse      | 08 2003 |

### Défenseurs
| N° | Nom                   | Date de naissance | Nationalité                  | Depuis  |
| 4  | Stéphane Besle        | 23 janvier 1984   | France                       | 08 2005 |
| 5  | Alexandre Quennoz     | 21 septembre 1978 | Suisse                       | 07 2006 |
| 16 | Pascal Jenny          | 6 juillet 1978    | Suisse                       | 07 2007 |
| 17 | Thierno Bah           | 5 octobre 1982    | Suisse                       | 07 2006 |
| 23 | Mike Gomes            | 19 septembre 1988 | Suisse                       | 08 2002 |
| 3  | Mickaël Facchinetti   | 15 février 1991   | Suisse                       | 02 2008 |
| 21 | William Edjenguele    | 7 mai 1987        | France                       | 05 2008 |
| 12 | Selver Hodžić         | 12 octobre 1978   | Suisse et Bosnie-Herzégovine | 06 2008 |
| 31 | Dylan Gissi           | 27 avril 1991     | Suisse                       | 07 2008 |
| 24 | Hussein Sulaimani     | 21 janvier 1977   | Arabie saoudite              | 07 2008 |
| 2  | Ivan Alejandro Furios | 20 mai 1979       | Argentine et Italie          | 07 2008 |

### Milieux
| N° | Nom                   | Date de naissance | Nationalité       | Depuis  |
| 10 | Johnny Szlykowicz     | 3 décembre 1980   | Pologne et France | 09 2006 |
| 14 | Raphaël Nuzzolo       | 5 juillet 1983    | Suisse            | 07 2001 |
| 15 | Richmond Ageymang-Rak | 10 mars 1985      | Suisse et Ghana   | 02 2007 |
| 6  | Tariq Chihab          | 22 novembre 1975  | Maroc             | 07 2007 |
| 22 | Sébastien Wüthrich    | 29 mai 1990       | Suisse            | 08 2002 |
| 26 | Maxime Vuille         | 2 novembre 1987   | Suisse            | 08 2000 |
| 19 | Stéphane Garcia       | 4 avril 1991      | Suisse            | 05 2008 |
| 8  | Rodrigo Tosi          | 6 janvier 1983    | Brésil et Italie  | 06 2008 |
| 9  | Ifet Taljevic         | 12 juin 1980      | Allemagne         | 06 2008 |
| 13 | Baye Ibrahima Niasse  | 18 avril 1988     | Sénégal           | 07 2008 |
| 28 | Michaël Niçoise       | 19 septembre 1984 | France            | 07 2008 |

### Attaquants
| N° | Nom                | Date de naissance | Nationalité         | Depuis  |
| 27 | Matar Coly         | 10 novembre 1984  | Sénégal             | 07 2005 |
| 29 | Julio Hernan Rossi | 22 février 1977   | Argentine et Italie | 07 2007 |
| 11 | Daniel João Paulo  | 12 janvier 1981   | Brésil              | 01 2008 |
| 25 | Ideye Brown        | 10 octobre 1988   | Nigeria             | 01 2008 |
| 20 | Martin Steuble     | 9 juin 1986       | Suisse              | 08 2007 |

## Résultats

### Championnat
| 1re journée           | Neuchâtel Xamax | 1 - 2 | FC Zurich                 | Stade de la Maladière                        |                                              |
| 20 juillet 2008 16h00 | 48e (Besle)     |       | 34e (Hassli) · 49e (Abdi) | Spectateurs : 5 328 Arbitrage : M. Circhetta | Spectateurs : 5 328 Arbitrage : M. Circhetta |
| 20 juillet 2008 16h00 | compte-rendu    |       |                           | Spectateurs : 5 328 Arbitrage : M. Circhetta | Spectateurs : 5 328 Arbitrage : M. Circhetta |

| 2e journée |  | - |  |  |
| 2008 ???   |  |   |  |  |

| 3e journée |  | - |  |  |
| 2008 ???   |  |   |  |  |

| 4e journée |  | - |  |  |
| 2008 ???   |  |   |  |  |

| 5e journée |  | - |  |  |
| 2008 ???   |  |   |  |  |

| 6e journée |  | - |  |  |
| 2008 ???   |  |   |  |  |

| 7e journée |  | - |  |  |
| 2008 ???   |  |   |  |  |

| 8e journée |  | - |  |  |
| 2008 ???   |  |   |  |  |

| 9e journée |  | - |  |  |
| 2008 ???   |  |   |  |  |

| 10e journée |  | - |  |  |
| 2008 ???    |  |   |  |  |

| 11e journée |  | - |  |  |
| 2008 ???    |  |   |  |  |

| 12e journée |  | - |  |  |
| 2008 ???    |  |   |  |  |

| 13e journée |  | - |  |  |
| 2008 ???    |  |   |  |  |

| 14e journée           | Neuchâtel Xamax | 2 - 3 | Young Boys | Stade de la Maladière |                     |
| 9 novembre 2008 16h00 |                 |       |            | Spectateurs : 5 585   | Spectateurs : 5 585 |
| 9 novembre 2008 16h00 | compte-rendu    |       |            | Spectateurs : 5 585   | Spectateurs : 5 585 |

| 15e journée            | Grasshopper           | 1 - 0 | Neuchâtel Xamax | Stade du Letzigrund                          |                                              |
| 16 novembre 2008 16h00 | Furios 92e (autogoal) |       |                 | Spectateurs : 8 200 Arbitrage : M Laperrière | Spectateurs : 8 200 Arbitrage : M Laperrière |
| 16 novembre 2008 16h00 | compte-rendu          |       |                 | Spectateurs : 8 200 Arbitrage : M Laperrière | Spectateurs : 8 200 Arbitrage : M Laperrière |

| 16e journée |  | - |  |  |
| 2008 ???    |  |   |  |  |

### Coupe Suisse
| 32ème/finale            | FC Saxon     | 0 - 2 | Neuchâtel Xamax | Stade du Pérosé                              |                                              |
| 20 septembre 2008 19h00 |              |       |                 | Spectateurs : 2 432 Arbitrage : M. Schneider | Spectateurs : 2 432 Arbitrage : M. Schneider |
| 20 septembre 2008 19h00 | compte-rendu |       |                 | Spectateurs : 2 432 Arbitrage : M. Schneider | Spectateurs : 2 432 Arbitrage : M. Schneider |

| 16ème/finale          | FC Lausanne  | 1 - 2 | Neuchâtel Xamax | Stade de la Pontaise                         |                                              |
| 18 octobre 2008 17h30 |              |       |                 | Spectateurs : 1 800 Arbitrage : Mme Petignat | Spectateurs : 1 800 Arbitrage : Mme Petignat |
| 18 octobre 2008 17h30 | compte-rendu |       |                 | Spectateurs : 1 800 Arbitrage : Mme Petignat | Spectateurs : 1 800 Arbitrage : Mme Petignat |

| 8ème/finale            | Concordia Bâle | 4 - 0 | Neuchâtel Xamax | Stade du Rankhof |
| 22 novembre 2008 17h30 |                |       |                 |                  |
|                        | compte-rendu   |       |                 |                  |